# K-Bar Ranch
K-Bar Ranch és una concentració de població designada pel cens dels Estats Units a l'estat de Texas. Segons el cens del 2000 tenia 350 habitants.

## Demografia
Segons el cens del 2000, K-Bar Ranch tenia 350 habitants, 99 habitatges, i 89 famílies. La densitat de població era de 39,6 habitants/km².
Dels 99 habitatges en un 55,6% hi vivien nens de menys de 18 anys, en un 70,7% hi vivien parelles casades, en un 13,1% dones solteres, i en un 9,1% no eren unitats familiars. En el 6,1% dels habitatges hi vivien persones soles el 4% de les quals corresponia a persones de 65 anys o més que vivien soles. El nombre mitjà de persones vivint en cada habitatge era de 3,54 i el nombre mitjà de persones que vivien en cada família era de 3,69.
Per edats la població es repartia de la següent manera: un 38,6% tenia menys de 18 anys, un 7,7% entre 18 i 24, un 26,6% entre 25 i 44, un 17,4% de 45 a 60 i un 9,7% 65 anys o més.
L'edat mediana era de 28 anys. Per cada 100 dones de 18 o més anys hi havia 92 homes.
La renda mediana per habitatge era de 29.205 $ i la renda mediana per família de 28.409 $. Els homes tenien una renda mediana de 23.173 $ mentre que les dones 23.750 $. La renda per capita de la població era de 7.450 $. Aproximadament el 26,2% de les famílies i el 34,3% de la població estaven per davall del llindar de pobresa.

## Poblacions més properes
El següent diagrama mostra les poblacions més properes.